# القضاء على الأسلحة الكيميائية
على مر التاريخ، استخدامت الأسلحة الكيميائية كأسلحة إستراتيجية لتدمير العدو في الحرب. بعد الدمار الشامل الذي أحدثته الحرب العالمية الأولى والثانية، اعتبرت معظم الدول الأسلحة الكيميائية غير إنسانية، وتعهدت الحكومات والمنظمات بتحديد وتدمير الأسلحة الكيميائية الموجودة. لم تكن كل الدول مستعدة للتعاون في الكشف أو التخلي عن مخزونها من الأسلحة الكيمائية. منذ بدء الجهود العالمية للتخلص من جميع الأسلحة الكيميائية الموجودة، استخدمت بعض الدول والمنظمات الإرهابية الأسلحة الكيميائية وهددت باستخدامها لتعزيز موقفها في الصراع. ومن الأمثلة البارزة استخدام هذه الأسلحة من قبل حكومة الولايات المتحدة التي رش أكثر من 20 مليون جالون من مبيدات الأعشاب المختلفة على فيتنام وكمبوديا ولاوس من عام 1961 إلى عام 1971. كان العامل البرتقالي الذي يحتوي على مادة الديوكسين الكيميائية القاتلة من أكثرها استخدامًا. ومن الأمثلة الأخرى على استخدام صدام حسين لأسلحة الكيمائية في قرية حلبجة الكردية عام 1988 واستخدمتها طائفة أوم شينريكيو ضد ركاب مدنيين في مترو أنفاق طوكيو عام 1995. تهدف الجهود التي تبذلها الولايات المتحدة وغيرها من وكالات تدمير الأسلحة الكيميائية إلى منع مثل هذه الاستخدامات. بصرف النظر عن صعوبات التعاون وتحديد مواقع الأسلحة الكيميائية، فإن طرق التخلص من الأسلحة الكيميائية بأمان يعتبر تحدي.
تقود الولايات المتحدة جهود الحد من الأسلحة الكيميائية منذ أواخر الستينيات، عندما فرض الرئيس ريتشارد نيكسون حظراً على إنتاج الأسلحة الكيميائية في الولايات المتحدة، في عام 1979 وضع أول برنامج تجريبي للقضاء على الأسلحة الكيميائية؛ نشأت تقنية التخلص المفضلة المستخدمة بشكل شائع اليوم من هذا البرنامج. بدأ أول برنامج رئيسي للقضاء على مخزونات الأسلحة الكيميائية في الولايات المتحدة في عام 1990، قبل عامين من صياغة اتفاقية دولية دعت إلى وقف إنتاج الأسلحة الكيميائية الموجودة وتدميرها. يقع أول أماكن التخلص في جزيرة جونستون أتول على بعد 600 ميل (970 كـم) جنوب غرب هاواي. أنشئ بعدها موقعين تحت إدارة وزارة الدفاع وستة مواقع أخرى يديرها الجيش، وتقع كلها في الولايات المتحدة.  في حين أن هناك اتفاق شبه عالمي على أن القضاء على الأسلحة الكيميائية يخدم المصلحة الفضلى للبشرية جمعاء، توجد العديد من المخاوف المحيطة بعمليات التدمير. تعتبر سلامة الأفراد والمجتمعات المحيطة مصدر قلق رئيسي، وقد تم تناول ذلك بعدة طرق. ومن دواعي القلق الأخرى التلوث الناتج عن طريقة التدمير المفضلة التي تنطوي على حرق العوامل الكيميائية والذخائر التي تحتوي عليها.  يعتبر البرنامج مكلفًا جدا؛ فففي اقتراح ميزانية 2011 المقدم إلى الكونغرس في فبراير 2010 تم تخصيص ما يزيد قليلاً عن نصف مليار دولار لموقعي تخلص.  وسيخلق هذا المبلغ العديد من الفوائد للمجتمعات المحيطة في شكل وظائف ومعدات للمدن والمحافظات المحلية. 

## الطرق

### الترميد
هناك طريقتان شائعتان تستخدمهما الولايات المتحدة للتخلص من وسائل الحرب الكيميائية والأسلحة. الطريقة الأساسية هي الترميد،  تحرق العناصر السائلة في فرن بدرجة حرارة تزيد عن 2,000 °ف (1,093 °م). بالنسبة للعناصر الكيميائية في أوعية التسليم (أي مدافع الهاون والقنابل وقذائف المدفعية، إلخ) فهي عملية متعددة الخطوات. أولاً، تفكك أوعية التسليم آليًا بترتيب عكسي عن طريقة تجميعها الأصلية. بعد ذلك يتم تصريف العنصر الكيميائي من القذيفة وإرساله إلى المحرقة السائلة، وتوضع أجزاء المقذوف المفككة على حزام ناقل وتدخل في فرن معدني لتصهر عند ما يقرب من 1,500 °ف (816 °م) لمدة 15 دقيقة للتأكد من تدمير أي تلوث بالكامل.  طورت هذه الطريقة في الأصل في برنامج تجريبي بدأ عام 1979 ويعرف باسم نظام التخلص من ذخيرة العامل الكيميائي (CAMDS).

### التحييد
اختير التحييد في الولايات المتحدة كأول بديل للترميد لتّخلص مخزونات الأسلحة الكيميائية المخزن بكميات كبيرة. اعتمادًا على نوع العنصر المراد تدميره، يبطل مفعول العامل الكيميائي عن طريق خلطه بالماء الساخن أو الماء الساخن وهيدروكسيد الصوديوم. طبقت وكالة المواد الكيميائية التابعة للجيش الأمريكي هذه الطريقة للتخلص بأمان من مخزونها من غاز الخردل في إيدجوود، بولاية ماريلاند، وغاز الأعصاب في إكس في نيوبورت، إنديانا. تخزن المواد في حاويات فولاذية كبيرة بدون متفجرات أو أي مكونات أسلحة أخرى. ترسال مياه الصرف الصناعي الناتجة عن عملية التحلل المائي، إلى منشأة تخزين ومعالجة والتخلص من النفايات الخطرة التجارية المسموح بها للمعالجة والتخلص منها.
التحييد هو الطريقة المختارة لمنشآت بدائل الأسلحة الكيميائية المجمعة التابعة لوزارة الدفاع في بويبلو، كولورادو، وريتشموند، كنتاكي.

## مواقع في الولايات المتحدة

### باين بلاف
موقع ترسانة باين بلاف، موقع سابق لإنتاج الأسلحة الكيميائية وتخزينها والتخلص منها يقع جنوب شرق أركنساس. أسس عام 1941 في مساحة 14,944 أكر (60.48 كـم2) وكان مرفقًا لتصنيع العديد من الأسلحة الكيميائية. الجزء الشمالي الغربي من الموقع على 431 أكر (1.74 كـم2) يحتوي على 3850 طنًا من مخزون الأسلحة. 

### مستودع جيش بلو جراس
أحد الموقعين اللذين تديرهما وزارة الدفاع، تخزن فيه الأسلحة الكيميائية منذ عام 1944. يقع بالقرب من ريتشموند كنتاكي، وقد كان مخزنا لأكثر من 500 طن من الأسلحة الكيميائية تتراوح من غاز الخردل إلى غاز الأعصاب في إكس. ويقع في مساحة 14,600 أكر (59 كـم2). بدأ التخزين فيه منذ الأربعينيات بغاز الخردل وتوسع بشكل كبير في الستينيات بتخزين غاز سارين وفي إكس. يجري حاليا بناء منشآت أكسدة المياه التي ستؤدي إلى تدمير الأسلحة في هذا المرفق؛ من المتوقع الانتهاء من هذه المرافق في المستقبل القريب.

### جونستون أتول
جونستون أتول (Johnston Atoll) هي جزيرة تملكها الولايات المتحدة على بعد حوالي 1,400 ميل (2,300 كـم) غرب هاواي. بدأت كموقع لتجربة الأسلحة النووية في خمسينيات وستينيات القرن الماضي وحولت لاحقًا إلى منشأة تخزين للأسلحة الكيميائية.

### هاواي
ألقى الجيش الأمريكي 16000 قنبلة في المياه العميقة على بعد 5 ميل (8.0 كـم) جنوب بيرل هاربر بعد الحرب العالمية الثانية. احتوت كل قنبلة على 73 رطل (33 كـغ) من غاز الخردل. ينوي الجيش ترك الأسلحة في مكانها فنقلها قد يشكل تهديدًا أكبر للناس والبيئة. أشارت دراسة بقيادة مارغو إدواردز أجريت عام 2010 إلى أن الذخائر ليست خطرة، لكنها تتدهور وتجب مراقبتها باستمرار. غطس الباحثون 16 مرة في مركبات غاطسة إلى أعماق 2,000 قدم (610 م) على مدى ثلاث سنوات، وعثورا على أكثر من 2000 ذخيرة. والموقع عميق جدًا فلا يمكن للجمهور الوصول إليه بسهولة، ولا تتجول قوارب الصيد بالقرب منهم. 
استخدم الجيش المحيط كمكان لرمي نفايات للذخائر من عام 1919 إلى 1970. 

### مستودع جيش أنيستون
يقع مستودع جيش أنيستون في ولاية ألاباما، وتخزن فيه الأسلحة الكيميائية منذ الستينيات، وتمثل حوالي 7 في المائة من مخزون الولايات المتحدة من الأسلحة الكيميائية. بدأ جيش الولايات المتحدة في حرق الأسلحة المخزنة في 9 أغسطس 2003.

### مستودع ديزيريت للكيماويات
يقع مستودع ديزيريت للكيماويات في تويلي بولاية يوتا. في مرحلة ما، كان المستودع يخزن ما يصل إلى 44 في المائة من مخزون البلاد الكيميائي بأكمله.

### مستودع أوماتيلا للكيماويات
يقع مستودع المواد الكيميائية في أوماتيلا في ولاية أوريغون، احتفظ وخزن 12 في المائة من مخزون الولايات المتحدة من الأسلحة الكيميائية. بدأ التخلص من الأسلحة في عام 2004.

### أرض الاختبار بمدينة أبردين
أرض الاختبار بمدينة أبردين هي منشأة عسكرية في ولاية ماريلاند. مع العديد من المكونات، حاليا تم تدمير جميع الأسلحة الكيميائية بالمنشأة.

### مستودع نيوبورت للكيماويات
يقع مستودع نيوبورت للكيماويات في ولاية إنديانا، خزن فيه أكثر من 1000 طن من الأسلحة الكيميائية. بدأت عمليات التدمير في مايو 2005 واكتملت في أغسطس 2008. تم إغلاق تصريح مستودع نيوبورت رسميًا في يناير 2010. 

### مستودع بويبلو للكيماويات
يقع مستودع بويبلو للكيماويات في كولورادو وخزن فيه أكثر من 2500 طن من الأسلحة الكيميائية. يمثل حوالي 7 في المائة من مخزون الولايات المتحدة. بدأ تدمير المخزون في عام 2016.

## مواقع خارج الولايات المتحدة
يحتوي مشروع سان خوسيه على آلاف من الأسلحة الكيميائية غير المنفجرة منتشرة حول الجزيرة.

## أمان
السلامة هي الشغل الشاغل في جميع الأمور المتعلقة بتدمير الأسلحة الكيميائية. قبل عامين بدء الجيش الأمريكي في تدمير واسع النطاق للأسلحة الكيميائية، أصدروا «بيان برنامج التأثير البيئي» الذي نظر في الإجراءات الأربعة المحتملة التي يمكن اتخاذها فيما يتعلق بمخزونات الأسلحة الكيميائية في الولايات المتحدة. وشملت: التخزين المستمر، والتدمير في موقع التخزين، وتطوير موقعين رئيسيين للتدمير ونقل العوامل إلى المواقع، أو تطوير موقع تدمير واحد تنقل إليه جميع الأسلحة الكيميائية. قرر الجيش أن البديل الأكثر أمانًا هو بناء ثمانية مواقع تدمير فردية في مواقع التخزين الثمانية للقضاء بشكل فعال على الحاجة إلى نقل أي أسلحة كيميائية عبر السكان المدنيين. بعد شهر واحد من تاريخ إصدار البيان بأن التخلص في الموقع هو الطريقة الأكثر أمانًا التي اتخذها القرار.  وضعت العديد من احتياطات السلامة في كل موقع للتخلص من المواد للتأكد من أن أي عناصر يتم إطلاقها في البيئة تقع ضمن النطاقات الآمنة الموضحة في الجدول أدناه.
| عنصر              | عمال    | انبعاثات المكدس | عامه السكان | الجلد، LD (ملغم / كغم) | في الوريد، LD (ملغم / كغم) | استنشاق، LCt (ملغم- دقيقة / م 3) |
| ----------------- | ------- | --------------- | ----------- | ---------------------- | -------------------------- | -------------------------------- |
| تابون             | 0.0001  | 0.0003          | 0.000003    | 14-21                  | 0.014                      | 135 - 400                        |
| سارين             | 0.0001  | 0.0003          | 0.000003    | 24                     | 0.014                      | 70-100                           |
| في إكس            | 0.00001 | 0.0003          | 0.000003    | 0.04                   | 0.008                      | 20-50                            |
| مركبات غاز الخردل | 0.003   | 0.03            | 0.0001      | 100                    |                            | 10000                            |

ملاحظة: تحدد معايير الجيش الأمريكي الموضحة في الأعمدة الثلاثة الأولى الحد الأدنى لمستوى الأداء المطلوب لإطلاق الغاز من خلال عملية بديلة وتنطبق على جميع تدفقات العملية الأربعة. يمثل LCt و LD الجرعة والتجريع، على التوالي، مما يؤدي إلى نسبة فتك بنسبة 50 في المائة.
عمود العمال: التعرض لمدة 8 ساعات.
عمود انبعاثات المكدس: أقصى تركيز في كومة العادم.
عمود السكان العام: تعرض لمدة 72 ساعة.
المصدر: الجيش الأمريكي 1974، 1975، 1988 ؛ المجلس الوطني للأبحاث، 1993 أ.
جهز كل مرفق من مرافق التخلص بعدة أنظمة هواء سلبي متتالية، والذي يضمن أنه في حالة وقوع حادث أو عطل هيكلي، فإن أي عامل كيميائي يتم إطلاقه يبقى داخل المنشأة. يتم استكمال هذا النظام بفلاتر الهواء الكربونية، والتي من شأنها إزالة أي عوامل كيميائية من الهواء. وضمان المتانة الهيكلية أثناء البناء حيث بنبت جدران المحارق الخرسانية بسمك 22 بوصة (560 مـم). بالإضافة إلى احتياطات السلامة في مواقع التخلص، وجه قدر كبير من الاهتمام نحو الاستعداد للكوارث في حالة فشل الاحتياطات بطريقة ما. وتوفير ملايين الدولارات من الأموال الفيدرالية للمجتمعات القريبة من مواقع التخلص على شكل معدات اتصالات، ومراكز عمليات طوارئ، ومعدات إزالة التلوث، إلخ. وإجراء تمارين الطوارئ، وتطلق صفارات الطوارئ في القاعدة والمجتمعات المجوارة، لضمان جاهزية خطط الاستجابة في المجتمعات المجاورة. يشجع المسؤولون أيضًا العائلات والشركات المحلية على الاستعداد بخطط الاستجابة للطوارئ الخاصة بهم.
إذا فشلت الاحتياطات بطريقة ما، يمكن أن يؤدي التعرض البشري للعوامل الكيميائية إلى مجموعة متنوعة من العواقب تتراوح في أي مكان من الآثار الخفيفة مثل الانزعاج الطفيف إلى الآثار الخطيرة، مثل الموت، اعتمادًا على العامل والجرعة. الجرعات التي يتناولها البشر تقاس بالملغم-دقيقة/م3. من بين العوامل الثلاثة الحرجة، يعتبر الخردل أقلها فتكًا بينما يعد في إكس فأكثرها فتكًا. يعتبر الخردل من العوامل المسببة للتقرح الذي يعمل على تدمير المكونات المختلفة بخلايا الأنسجة الحية. تظهر آثار التعرض عادة في غضون يوم واحد. في حين أن معدل الوفيات الحاد منخفض، يمكن أن تحدث الوفاة من مضاعفات طويلة الأجل. تعرض البشر لجرعة غير مسببة للإعاقة مقدارها 12 ملغم- دقيقة/م3 سوف تظهر عليها علامات الانزعاج الخفيف واحمرار العين. بجرعة 60 ملغم-دقيقة/م3 ، سوف يعاني البشر من التهاب الملتحمة، والاستسقاء، رهاب الضوء وتهيج العين. للحصول على جرعة قاتلة، يجب أن يكون العامل مركّزًا للغاية مثل 1500 ملغم- دقيقة/م3 يعطي معدل فتك بنسبة 50٪.  غاز السارين الأقل فتكًا من بين غازات الأعصاب. تعمل غازات الأعصاب على تعطيل الإنزيمات المسؤولة عن نقل النبضات العصبية. يمكن أن تظهر التأثيرات الأولية على الفور تقريبًا بعد التعرض ويمكن أن تسبب الوفاة في غضون دقائق.  تعرض البشر لجرعة غير مسببة للإعاقة والتي قد تكون حوالي 0.05 ملغم / م 3 لمدة عشرين دقيقة، يمكن أن يعاني من الصداع، وآلام العين، وضيق في الصدر، وسيلان الأنف والتشنجات والغثيان والشعور بتوعك وتقبض الحدقة. بجرعة أقوى بقليل من 0.05 مجم/م3 لمدة 30 دقيقة تشمل التأثيرات التثبيط وضيق التنفس وانقباض العضلات. الجرعة المطلوبة لمعدل فتك بنسبة 50 في المائة هي 70 ملغم- دقيقة/م3 .  في إكس هو أيضًا عامل أعصاب آخر مثل السارين ولكنه أكثر فتكًا. في مستويات عدم التعجيز والتعجيز، يسبب في إكس نفس تأثيرات السارين ولكن بجرعات أقل بكثير، 12 مرة أقل من السارين. مجرد جرعة 30 ملغم- دقيقة/م3 تزيد معدل الوفيات بنسبة 50 بالمائة. 

## التأثيرات على المجتمعات المحلية

### الوظائف
لبرنامج التخلص من الأسلحة الكيميائية تأثير كبير على المجتمعات المحيطة بمواقع التخلص. في المجتمعات المحيطة بـباين بلاف، يشعر السكان بالارتياح لأن خطر التعرض للمواد الكيميائية من المخزون قد انتهى. ومع ذلك، مع اكتمال المشروع الآن، سيخسر الكثير من الناس وظائفهم. أصدر المجمع إخطارات تسريح العمال لمدة 180 يومًا للعديد من الموظفين في 1 فبراير 2010. إجمالاً، ستخسر المنطقة 970 وظيفة في موقع التخلص في باين بلاف. من أجل تخفيف الضربة على المجتمعات المحلية، افتتح باين بلاف مركزًا انتقاليًا في 4 نوفمبر 2009. وسيزويد الموظفون بمعلومات عن الفرص التعليمية وتدريب القوى العاملة، واستشارات التقاعد، والمساعدة في التوظيف، والوصول المجاني إلى موظفي الموارد البشرية الحكوميين، واستئناف المساعدة في الكتابة.

### المعدات والتمويل
بالإضافة إلى توفير الوظائف، خصصت ملايين الدولارات للمجتمعات للحصول على معدات لزيادة التأهب في حالة وقوع كارثة كيميائية. وأصبحت هذه المعدات الآن ملكًا للوكالات والمنظمات المحلية وستستمر في إفادة المجتمعات لسنوات قادمة. 